# Zănești
Zănești es una comuna ubicada en el distrito de Neamț, Rumania.

## Superficie
Posee una superficie de 34,07 kilómetros cuadrados.

## Demografía
Hasta 2021 la población era de 4990 habitantes, con una densidad de población de 146,5 habitantes por kilómetro cuadrado.